# Bulo de la Gran Muralla China
El "bulo de la Gran Muralla China" fue una historia periodística falsa inventada el 25 de junio de 1899 por cuatro reporteros de Denver, Colorado sobre las ofertas de empresas estadounidenses para un contrato de demolición de la Gran Muralla china y la construcción de una carretera en su lugar. La historia fue reproducida por varios periódicos.
En 1939, comenzó una leyenda urbana cuando el compositor de Denver Harry Lee Wilber afirmó en un artículo de revista que el bulo de 1899 había encendido la Levantamiento de los bóxers de 1900. Los comentaristas de radio Paul Harvey y Dwight Sands perpetuaron la leyenda. Se han incorporado variaciones en los sermones sobre "el poder de la lengua", un cuento moral utilizado por los predicadores para destacar las consecuencias de la mentira.
De hecho, sin embargo, nunca hubo tal conexión, y la actividad de los bóxers se intensificó en respuesta a la invasión alemana en Shandong durante marzo de 1899, antes de que se inventara el bulo. Ninguna referencia histórica china relaciona el bulo con la Rebelión de los Bóxers.
El historiador cultural Carlos Rojas comenta que el bulo original perpetuado por un segundo bulo, un "metabulo", ilustra la capacidad de la Gran Muralla de "significar cosas radicalmente distintas en contextos diferentes."

## Antecedentes
El bulo se creó en pleno apogeo del imperialismo a finales del siglo XIX. En 1898, Gran Bretaña obtuvo un arrendamiento de 99 años para los Nuevos Territorios, ampliando la colonia de Hong Kong que había sido cedida en 1841. Gran Bretaña también envió una flota al Golfo de Chihli y obligó a los chinos a arrendar Weihaiwei.  Alemania se apoderó del puerto chino de Kiaochow y lo utilizó como base militar. La French arrendó Kouang-Tchéou-Wan a China. Además, en la primera guerra sino-japonesa, Japón derrotó a China.
La Xenofobia en China estaba muy extendida.

## Inicio
El bulo comenzó con cuatro reporteros de periódicos de Denver, Al Stevens, Jack Tournay, John Lewis y Hal Wilshire, que representaban a los cuatro periódicos de Denver: el Post, el Republican, el Times y el Rocky Mountain News. Los cuatro se encontraron por casualidad en la Denver Union Station, donde cada uno esperaba con la esperanza de ver a alguien prominente que pudiera convertirse en tema de una noticia. Al no ver a ninguna celebridad y frustrado por no tener ninguna historia a la vista y por los plazos de entrega, Stevens comentó: "No sé lo que vais a hacer, pero voy a fingir. No hará daño a nadie, así que qué demonios". Los otros tres hombres acordaron urdir una historia y caminaron por la calle 17 hacia el Hotel Oxford para discutir posibles ideas.
Algunas historias, como la de unos detectives neoyorquinos que seguían la pista a los secuestradores de una rica heredera o la creación de una poderosa empresa que competiría con la también poderosa Colorado Fuel and Iron Company fueron descartadas, ya que las historias ambientadas en Estados Unidos tenían más posibilidades de ser comprobadas y verificadas. Los reporteros comenzaron entonces a recorrer países como Alemania, Rusia y Japón hasta que uno de ellos sugirió China. John Lewis se emocionó y exclamó: "¡Eso es, la Gran Muralla China! Debe hacer 50 años que esa vieja pila no aparece en las noticias. Construyamos nuestra historia en torno a ella. Hagámosle un gran favor a los chinos. Derribemos la vieja pila".
Los cuatro reporteros inventaron una historia en la que los chinos planeaban demoler la Gran Muralla, construyendo una carretera en su lugar, y estaban aceptando ofertas de empresas estadounidenses para el proyecto. El ingeniero de Chicago Frank C. Lewis se presentaba a la licitación. La historia describía a un grupo de ingenieros en una escala en Denver de camino a China.
Aunque uno de los reporteros se preocupó por las consecuencias de una historia tan inventada, finalmente los otros reporteros le desmintieron. Al salir del bar Oxford, se dirigieron al hotel Windsor, firmaron con cuatro nombres ficticios en el registro y le dijeron al recepcionista que dijera a cualquiera que preguntara que los reporteros habían entrevistado a cuatro hombres antes de irse a California.
Los reporteros juraron que mantendrían esta historia como un hecho mientras alguno de los otros estuviera vivo. Al día siguiente, los cuatro principales periódicos de Denver, el Times, el Post, el Republican y el Rocky Mountain News publicaron la historia inventada en sus portadas. En el Times, así como en los otros tres periódicos, este era un titular típico:
'¡中国长城劫数难逃！北京向世界市场求助！
(¡Gran muro chino condenado! ¡Pekín busca el comercio mundial!)
Aunque los periódicos de Denver abandonaron la historia a los pocos días, ésta no murió. Dos semanas después de los titulares de Denver, John Lewis se dio cuenta de que un gran periódico del este de Estados Unidos había retomado la historia y había incluido información que ni siquiera figuraba en la historia original. Este periódico incluía citas de un mandarín chino que confirmaba la historia, con ilustraciones y comentarios sobre el derribo del muro. Con el tiempo, la historia se extendió a los periódicos de todo el país y luego a Europa. Aunque la historia se desarrolló en diferentes versiones, la esencia se mantuvo: Los estadounidenses iban a China a derribar la Gran Muralla.
10 años después, el último reportero superviviente del bulo Hal Wilshire, confesó el secreto.

## Harry Lee Wilber

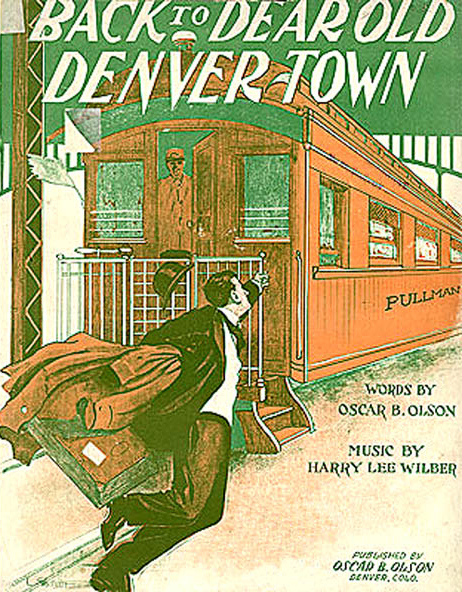
El bulo de 1899, que comenzó en la estación de tren de Denver, fue ampliado en 1939 por el compositor de Denver Harry Lee Wilber.

La supuesta conexión con la Rebelión de los Bóxers se originó muchos años después con el compositor de Denver Harry Lee Wilber (1875-1946). Wilber embelleció la historia original cuando escribió un artículo "A Fake That Rocked the World" (Una farsa que sacudió al mundo) para la revista North American Review en 1939. El artículo de Wilber afirmaba que cuando la "pura patraña" llegó a China, los periódicos de ese país la publicaron con "titulares a gritos" y los bóxers, "ya indignados, se creyeron el cuento" y "se desató el infierno".
El artículo de Wilber fue reimpreso 17 años después en Great Hoaxes of All Time (1956), editado por Robert Medill McBride y Neil Pritchie. Wilber, que compuso la música de Back to Dear Old Denver Town (1912), fue el primer gerente del Fox Fullerton Theater (Fullerton, California) tras su construcción en 1924-25. La leyenda también se contó en More of Paul Harvey's The Rest of the Story (1981).

## Legado
En 2012, el Centro de Teatro de Denver presentó "La historia de la Gran Muralla", una obra de Lloyd Suh, basada en el incidente.